# Servio Cornelio Merenda
Servio Cornelio Merenda  (in latino: Servius Cornelius Merenda; fl. III secolo a.C.) è stato un politico romano.

## Biografia
Nel 275 a.C. fu legato del console Lucio Cornelio Lentulo e, dopo la conquista di una città del Sannio, fu ricompensato dal console con una corona d'oro del peso di cinque libbre.
L'anno seguente, nel 274 a.C., fu eletto console e condusse la guerra contro i Sanniti e successivamente in Lucania.